# Vršič

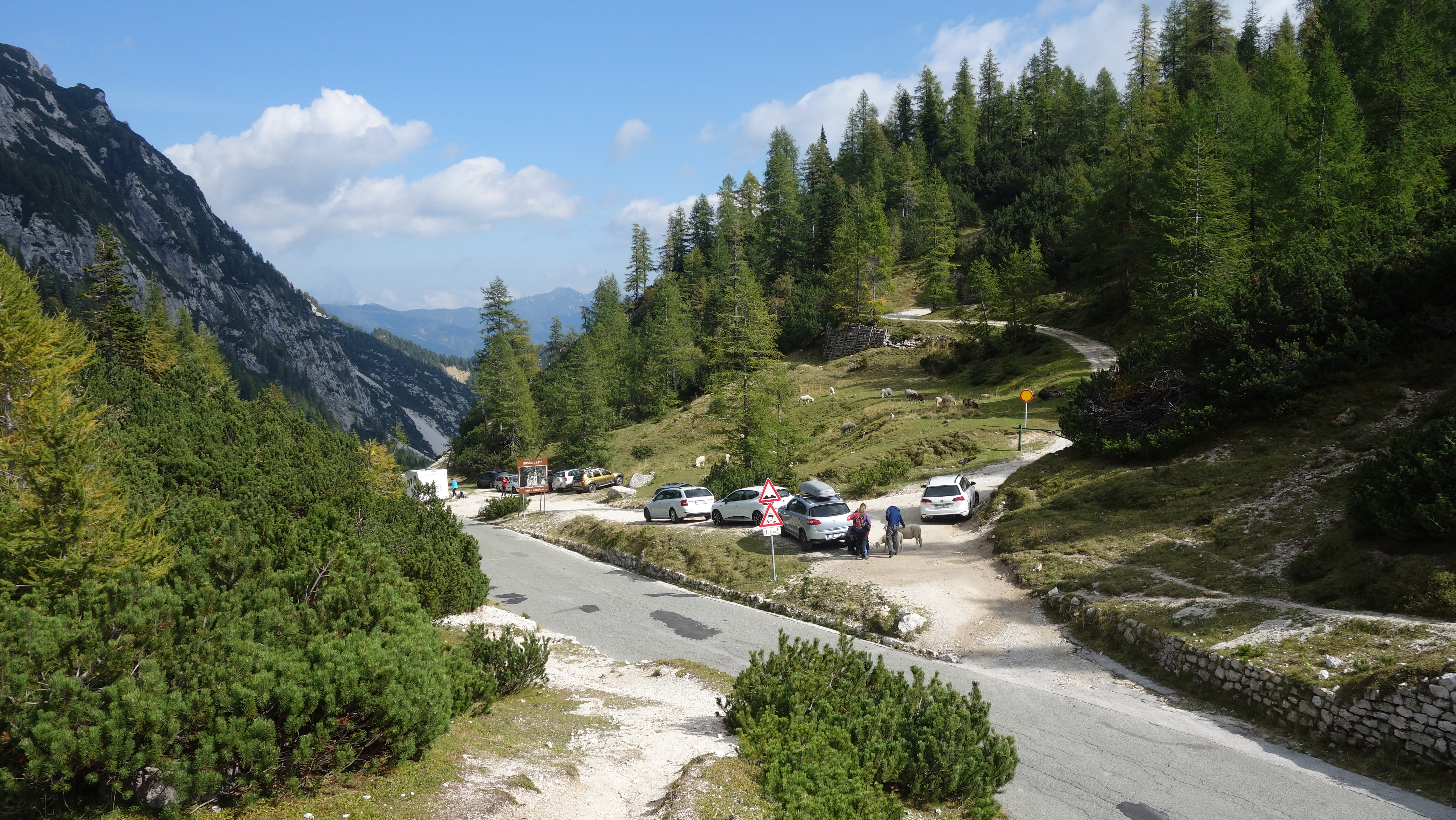
Carretera 206 cerca del Paso Moistrocca.

Vršič es, con sus 1611 metros, el puerto de montaña más alto en Eslovenia uniendo los valles de los ríos Sava y Soča (Isonzo en italiano). Se encuentra en el parque nacional Triglav en los Alpes Julianos.
La ascensión desde Kranjska Gora cuenta con 26 curvas de 180°, mayoritariamente adoquinadas. El descenso hacia Tranta en el valle del Soča ofrece otras 24 curvas en U. Durante la Primera Guerra Mundial, prisioneros de guerra rusos trabajaron en la mejora de la ruta, dada la situación estratégica para las tropas austríacas en la ruta hacia el norte de Italia. La capilla rusa recuerda la muerte de un buen número de ellos a consecuencia de un alud.